# Малый Чаган
Ма́лый Чага́н (каз. Кіші Шаған) — село в Байтерекском районе Западно-Казахстанской области Казахстана. Входит в состав Кушумского сельского округа. Код КАТО — 274441600.
Село расположено на правом берегу реки Урал (протока Кушум-Чаган).

## Население
В 1999 году население села составляло 138 человек (67 мужчин и 71 женщина). По данным переписи 2009 года, в селе проживало 80 человек (41 мужчина и 39 женщин).